# Oli Bayliss
Oliver Max „Oli“ Bayliss (* 20. September 2003 in Monaco) ist ein australischer Motorradrennfahrer. Er ist der Sohn des dreifachen Superbike-Weltmeisters Troy Bayliss.

## Statistik in der Supersport-Weltmeisterschaft
(Stand: 16. Juni 2024)
| Saison | Team                    | Motorrad                 | Rennen | Siege | Zweiter | Dritter | Poles | Schn. Runden | Punkte | Ergebnis |
| ------ | ----------------------- | ------------------------ | ------ | ----- | ------- | ------- | ----- | ------------ | ------ | -------- |
| 2022   | Barni Spark Racing Team | Ducati Panigale V4 R     | 24     | –     | –       | –       | –     | –            | 65     | 16.      |
| 2023   | D34G Racing             | Ducati Panigale V4 R     | 11     | –     | –       | –       | –     | –            | 26     | 21.      |
| 2024   | D34G Racing             | Ducati Panigale V4 R     | 24     | –     | –       | –       | –     | –            | 76     | 14.      |
| 2025   | PTR Triumph             | Triumph Street Triple RS | 2      | –     | –       | –       | –     | –            | 18     | 4.       |
| Gesamt | Gesamt                  | Gesamt                   | 63     | 0     | 0       | 0       | 0     | 0            | 185    |          |